# Walter Pedraza
Walter Fernando Pedraza Morales (Soacha, 27 de novembro de 1981) é um ciclista profissional colombiano. Desde 2015 compete para a equipe Colombia. Tornou-se profissional em 2006.